# The Night Shift (4.ª temporada)
A quarta e última temporada da série de drama médico The Night Shift foi encomendada pela NBC em 17 de novembro de 2016, estreou em 22 de junho de 2017 e foi finalizada em 31 de agosto de 2017, contando com 10 episódios. A temporada foi produzida pela Sachs/Judah Productions e pela Sony Pictures Television com os criadores da série Gabe Sachs e Jeff Judah atuando como produtores executivos. A temporada foi ao ar na temporada de transmissão de 2016-17, especificamente no verão de 2017, às noites de quinta-feira às 22h00, horário do leste dos EUA.
Esta temporada é a primeira a não apresentar Ken Leung como Dr. Topher Zia no elenco principal desde a primeira temporada.
A quarta temporada estrela Eoin Macken como Dr. TC Callahan, Jill Flint como Dra. Jordan Alexander, Brendan Fehr como Dr. Drew Alister, Robert Bailey Jr. como Dr. Paul Cummings, J.R. Lemon como Enfermeiro Kenny Fournette, Scott Wolf como Dr. Scott Clemmens e Tanaya Beatty como Dra. Shannon Rivera.
A temporada estreou com 3.59 milhões de telespectadores com uma classificação de 0.6/3 no grupo demográfico de 18 a 49 anos e foi finalizada com 3.08 milhões de telespectadores com uma classificação de 0.6/3 no mesmo grupo, com uma média de 3.85 milhões de telespectadores.

## Enredo
A temporada segue o turno da noite do San Antonio Medical Center, onde a equipe precisa se ajusta sem o ex-administrador e amigo próximo, Dr. Topher Zia. A chefe do turno da noite, Dra. Jordan Alexander (Jill Flint), faz um acordo com o novo proprietário do hospital, o renomado neurocirurgião Dr. Julian Cummings, para recontratar a maior parte da equipe. Enquanto isso, o Dr. Drew Alister (Brendan Fehr) luta para encontrar um equilíbrio entre o trabalho e seu novo papel como pai, enquanto o Dr. TC Callahan (Eoin Macken) passa um tempo no exterior, na fronteira entre a Turquia e a Síria, lidando com a crise humanitária. Além disso, a Dra. Shannon Rivera (Tanaya Beatty) e o Dr. Paul Cummings (Robert Bailey Jr.) lidam com seus sentimentos um pelo outro.

## Elenco e personagens
| - Eoin Macken como Dr. TC Callahan - Jill Flint como Dra. Jordan Alexander - Brendan Fehr como Dr. Drew Alister - Robert Bailey Jr. como Dr. Paul Cummings - J.R. Lemon como Enfermeiro Kenny Fournette - Scott Wolf como Dr. Scott Clemmens - Tanaya Beatty como Dra. Shannon Rivera | - James McDaniel como Dr. Julian Cummings - Mark Consuelos como Dr. Cain Diaz - Mac Brandt como Mac Reily - Luke MacFarlane como Rick Lincoln - Rana Roy como Dr. Amira - Erica Tazel como Dr. Bella Cummings | - Jennifer Beals como Dr. Syd Jennings - Sarah Jane Morris como Annie Callahan - Wilmer Calderon como Boon - Rob Estes como Coronel Parnell - Kelli Berglund como Sofia |

## Episódios
| N.º na série | N.º na temp. | Título             | Dirigido por     | Escrito por                    | Exibição original    | Audiência (milhões) |
| --- | ------------ | ------------------ | ---------------- | ------------------------------ | -------------------- | ------------------- |
| 36 | 1            | "Recoil"           | Marisol Adler    | Brian Anthony                  | 22 de junho de 2017  | 3.59                |
| Após uma explosão, TC se encontra na Síria. Ele conhece uma médica local, Amira, e lida com encontrar Syd que foi sequestrada pelos rebeldes. Em San Antonio, Julian ameaça fechar o pronto socorro devido aos seus custos. Jordan e Drew salvam Mac por pouco do incêndio na montanha, e Jordan e Julian chantageiam um ao outro por seu tratamento. Eles finalmente chegaram a um acordo: todo o pessoal voltará aos seus empregos, com Jordan como chefe, e o hospital trabalhará tratando veteranos para o DOD para equilibrar os custos. Enquanto isso, Paul lida com as consequências de ele e Topher serem despedidos por seu pai, Julian, e Kenny bate de frente com Cain Diaz, um novo enfermeiro itinerante, ao tratar um paciente que teve uma overdose de PCP e jura que não usou. Cain é o único que acredita nele e descobre que foi atacado por seu vizinho. |              |                    |                  |                                |                      |                     |
| 37 | 2            | "Off the Rails"    | Oz Scott         | Tom Garrigus                   | 29 de junho de 2017  | 4.15                |
| Na sequência do último episódio, Drew e Paul cuidam de um acidente na montanha-russa e logo descobrem que uma das vítimas está grávida, apesar de "ter feito um aborto", enquanto a outra tomou cocaína. Drew estabeleceu vínculo com a mãe da vítima, que também é militar. Enquanto isso, TC continua sua busca para salvar Syd, e Jordan tenta se dar bem com Julian enquanto tenta reintegrar Paul. Ela finalmente o engana para voltar e ele negocia uma trégua com seu pai. Depois de salvar Syd, TC decide ficar na Síria para ajudar. Shannon descobre que o enfermeiro Cain era médico no México e Jordan, depois de ser forçada a despedi-lo por ultrapassar suas obrigações como enfermeiro, o contrata como médico residente. Scott encontra uma maneira de manter Julian feliz enquanto retorna o hospital a algum tipo de normalidade. Mais tarde, Jordan recebe uma notícia chocante sobre Topher: ele e sua filha morreram em um acidente de carro.                                                                                         |              |                    |                  |                                |                      |                     |
| 38 | 3            | "Do No Harm"       | Marisol Adler    | Milla Bell-Hart                | 6 de julho de 2017   | 4.24                |
| Todos lamentam a perda de Topher. TC toma medidas extremas ao tratar uma criança síria, batendo de frente com Amira no processo. Jordan e Cain sofrem um acidente em uma mina, e Jordan se ajusta ao relacionamento profissional dela com ele. Enquanto isso, Drew, Scott e Paul lutam para tratar um paciente com múltiplos sintomas, que pode perder uma das mãos, até que finalmente descobrem a causa do envenenamento por chumbo. Além disso, Scott recebe uma visita surpresa da ex-namorada Annie, quando ela traz um paciente que costumava ser o padrinho dos Alcoólicos Anônimos de Scott, ajudando-os a fazer as pazes. Depois de consertar as coisas com Scott e Jordan, ela sai em uma caminhada, onde comete suicídio pulando de uma ponte em um riacho com uma bolsa de caminhada cheia de pedras amarrada às costas. |              |                    |                  |                                |                      |                     |
| 39 | 4            | "Control"          | Oz Scott         | Joe Hortua                     | 13 de julho de 2017  | 4.41                |
| Scott tenta tratar uma jovem paciente com um grande tumor facial, mas o avô da paciente - uma Testemunha de Jeová devota - se recusa a permitir que ela faça uma cirurgia. Ela se corta para forçar a cirurgia, mas na sala de cirurgia as coisas ficam complicadas rapidamente, e apenas a persistência de Scott a salva. Drew luta com as exigências de ser um novo pai enquanto também lida com um paciente que forneceu informações falsas. Ele acaba sendo um ator que trabalha para uma empresa de avaliação de serviços ao cliente, mas depois ajuda Drew a se reconectar com sua mãe. Enquanto isso, TC se junta a uma missão de resgate na Síria, com um soldado desaparecido devido à informação dada pela mãe de seu paciente anterior; Jordan e Cain tentam ajudar um veterano ferido a lidar com o transtorno de estresse pós-traumático com a ajuda de Mac. |              |                    |                  |                                |                      |                     |
| 40 | 5            | "Turbulence"       | Timothy Busfield | Alan McElroy                   | 20 de julho de 2017  | 4.23                |
| Enquanto está em um voo para casa com sua mãe e Rick, Drew lida com um avião cheio de passageiros doentes e uma mulher grávida que precisa de uma cesariana de emergência. Enquanto isso, Jordan, Shannon, Paul e Kenny competem contra a equipe de outros turnos de hospital em um desafio de caridade 'Ninja Warrior'. Além disso, TC realiza uma cirurgia perigosa para remover uma bomba ativa de um soldado. |              |                    |                  |                                |                      |                     |
| 41 | 6            | "Family Matters"   | Eoin Macken      | Tom Garrigus                   | 27 de julho de 2017  | 4.45                |
| A carreira de Kenny é colocada em risco quando ele participa de uma das aulas de MMA de Drew e machuca gravemente a coluna. Mac defende o ex-soldado que causou o ferimento, enquanto Drew vai mais fundo e descobre a verdade sobre o passado do ex-soldado. Jordan e Cain tratam as vítimas de um incêndio em um hotel, e Shannon se liga a uma das vítimas que tem um passado misterioso. Enquanto isso, a irmã urologista de Paul, Dra. Bella Cummings, visita o hospital e TC volta para casa da Síria para cuidar de alguns assuntos jurídicos de Topher. |              |                    |                  |                                |                      |                     |
| 42 | 7            | "Keep the Faith"   | Timothy Busfield | Brian Anthony                  | 10 de agosto de 2017 | 3.09                |
| Após um protesto no funeral de Mac, uma briga começa do lado de fora e fere vários veteranos, mandando-os para o San Antonio Memorial. TC, Scott e Drew discordam sobre como tratar um senador dos EUA que também é um veterano do exército. TC e Drew descobrem mais tarde que o senador não foi totalmente verdadeiro. Enquanto isso, Shannon e Paul lidam com um paciente lutando com TEPT e mais tarde, Jordan confronta TC sobre se ele está de volta para sempre. Este episódio - escrito, dirigido e estrelado por verdadeiros veteranos - foi dedicado a todas as Forças Armadas dos Estados Unidos. |              |                    |                  |                                |                      |                     |
| 43 | 8            | "R3B0OT"           | Terrell Clegg    | Tom Garrigus & Shannon Sommers | 17 de agosto de 2017 | 3.52                |
| O caos atinge o San Antonio Memorial quando um criminoso especialista invade o sistema de computador do hospital, desligando a energia, assumindo o controle de dispositivos computadorizados e colocando os pacientes em risco enquanto exige um resgate. Depois de receber comentários de avaliação de desempenho negativos de Jordan sobre seu comportamento com os pacientes, Shannon tem que tratar um paciente que retornou, para quem ela havia falado anteriormente. Enquanto isso, TC se junta a Rick em um passeio, mas é forçado a pensar rapidamente quando um dos homens de Rick é gravemente ferido. Além disso, Paul fica chocado ao saber que sua irmã e Kenny estão namorando. |              |                    |                  |                                |                      |                     |
| 44 | 9            | "Land of the Free" | Gabe Sachs       | Francesca Butler               | 24 de agosto de 2017 | 3.72                |
| TC acompanha a SWAT em uma batida em um centro de detenção do Departamento de Imigração e Alfândega dos EUA, onde vários dos detidos adoeceram. Mais tarde, ele descobre que um detido tem intenções assassinas e foge dentro do hospital. Kenny pede a Paul a mão de sua irmã em casamento após apenas um mês de namoro. Enquanto isso, Jordan recebe notícias chocantes de que Cain fugiu da cidade sem aviso prévio. Além disso, Scott tenta manter um perfil elevado para impressionar o coronel Parnell em sua tentativa de obter um Programa de Treinamento Médico de Combate em San Antonio. Espera-se que TC e Syd compareçam à apresentação, mas Syd não pode comparecer, então TC chama a Dra. Amira. |              |                    |                  |                                |                      |                     |
| 45 | 10           | "Resurgence"       | Jeff Judah       | Brian Anthony                  | 31 de agosto de 2017 | 3.08                |
| Scott inicia um novo programa de treinamento com militares do qual todos os médicos participam. Shannon e Paul descobrem uma jovem com um raro distúrbio cardíaco. Um tiroteio em uma faculdade próxima coloca a equipe em pânico. Jordan e Amira são pegas por um manifestante armado, mas são salvas por Rick. Drew, TC e um recruta negociam com um professor universitário que leva um tiro na perna e tem outra doença latente. O novo programa de treinamento de Scott irrita Julian e também faz Shannon e Paul questionarem suas vagas no hospital. Amira confidencia a Jordan que seu tratamento está falhando e que ela e TC estão voltando para a Síria. Durante o brinde de Jordan a Kenny e Bella em sua festa de noivado, é revelado que Shannon retornou à clínica de sua cidade natal, enquanto Amira retorna à Síria - com Paul em vez de TC. Drew frequenta a escola Ranger do Exército com a bênção de Rick. Seu lugar no programa de treinamento de combate é substituído por TC, que diz a Jordan que ele não está pronto para partir. |              |                    |                  |                                |                      |                     |

## Produção
The Night Shift foi renovada para a quarta temporada em 17 de novembro de 2016 e a produção e as filmagens começaram em abril de 2017. Em 22 de novembro de 2016, Ken Leung, que interpretou o Dr. Topher Zia, anunciou que não retornaria para série após três temporadas, alegando não ter renovado seu contrato e estar em busca de outras oportunidades de carreira.
Em agosto de 2017, antes do fim da temporada, o criador da série Gabe Sachs, em entrevista, disse "temos muitas histórias para contar" no caso de uma futura quinta temporada. Em 13 de outubro de 2017, 2 meses depois do fim da temporada, a NBC cancelou a série, tornando a quarta temporada na última.

## Recepção

### Audiência
| №  | Título             | Exibição original    | Rating/share (18–49) | Audiência (em milhões) | DVR (18–49) | Audiência em DVR (milhões) | Total (18–49) | Audiência total (em milhões) | Ref(s) |
| -- | ------------------ | -------------------- | -------------------- | ---------------------- | ----------- | -------------------------- | ------------- | ---------------------------- | ------ |
| 1  | "Recoiled"         | 22 de junho de 2017  | 0.6/3                | 3.59                   | 0.3         | 1.63                       | 0.9           | 5.22                         | [ 21 ] |
| 2  | "Off The Rails"    | 29 de junho de 2017  | 0.7/3                | 4.15                   | 0.3         | 1.40                       | 1.0           | 5.55                         | [ 22 ] |
| 3  | "Do No Harm"       | 6 de julho de 2017   | 0.7/3                | 4.24                   | 0.3         | 1.50                       | 1.0           | 5.74                         | [ 23 ] |
| 4  | "Control"          | 13 de julho de 2017  | 0.7/3                | 4.41                   | 0.4         | 1.67                       | 1.1           | 6.08                         | [ 24 ] |
| 5  | "Turbulence"       | 20 de julho de 2017  | 0.7/3                | 4.23                   | 0.4         | 1.69                       | 1.1           | 5.86                         | [ 25 ] |
| 6  | "Family Matters"   | 27 de julho de 2017  | 0.8/4                | 4.45                   | 0.2         | 1.37                       | 1.0           | 5.81                         | [ 26 ] |
| 7  | "Keep the Faith"   | 10 de agosto de 2017 | 0.5/2                | 3.09                   | 0.4         | 1.72                       | 0.9           | 4.87                         | [ 27 ] |
| 8  | "R3B0OT"           | 17 de agosto de 2017 | 0.6/3                | 3.52                   | 0.3         | 1.73                       | 0.9           | 5.23                         | [ 28 ] |
| 9  | "Land of the Free" | 24 de agosto de 2017 | 0.7/3                | 3.72                   | 0.3         | 1.76                       | 1.0           | 5.48                         | [ 29 ] |
| 10 | "Resurgence"       | 31 de agosto de 2017 | 0.6/3                | 3.08                   | 0.3         | 1.58                       | 0.9           | 4.62                         | [ 30 ] |

Notas
1. 1 2 3  A audiência ao vivo+7 dias não estava disponível, portanto, a audiência ao vivo+3 dias foi usada.